# Cykelrute
En cykelrute er en rute, der primært anvendes til cykling. Ruten er ofte markeret med skilte med cykler, hvorpå rutens nummer ligeledes figurerer. Cykelruter kan være overlappende, hvorfor der så findes to eller flere forskellige numre ved hvert skilt.
I Europa findes et veludbygget netværk af cykelruter, som også er regionale. Herunder kan nævnes den omkring 5.900 km lange North Sea Cycle Route, der går langs Nordsøen gennem Tyskland, Danmark, Sverige, Norge, Shetlandsøerne, Orkneyøerne, Skotland, England, Belgien og Holland. Denne rute er også en del af projektet EuroVelo, der koordinerer 70.000 km cykelruter i hele Europa, og er tilrettelagt af European Cyclists' Federation.
I Danmark er mange nedlagte jernbaner omdannet til cykelstier, men de nationale cykelruter følger dog som oftest ikke de forhenværende jernbaner.